# Вязок (Жлобинский район)
Вязок (бел. Вязок) — посёлок в Малевичском сельсовете Жлобинского района Гомельской области Беларуси.

## География

### Расположение
В 10 км на северо-запад от Жлобина, 2 км от железнодорожной станции Малевичи (на линии Бобруйск — Жлобин), 103 км от Гомеля.

## Гидрография
На востоке мелиоративные каналы.

## Транспортная сеть
Транспортные связи по просёлочной, азатем автомобильной дороге Бобруйск — Гомель. Застройка деревянная, неплотная, усадебного типа.

## История
Основана в начале XX века переселенцами из соседних деревень. В 1931 году жители вступили в колхоз. Во время Великой Отечественной войны оккупанты сожгли 14 дворов, убили 7 жителей. В 1966 году к посёлку присоединён соседний посёлок Калеев Холм. В составе совхоза имени В. И. Козлова (центр — деревня Малевичи).

## Население

### Численность
- 2004 год — 3 хозяйства, 3 жителя.

### Динамика
- 1925 год — 18 дворов.
- 1940 год — 30 дворов, 95 жителей.
- 1959 год — 49 жителей (согласно переписи).
- 2004 год — 3 хозяйства, 3 жителя.